# 채권각론
채권각론(債權各論)은 채권법 중에서  계약과 사무관리, 부당이득, 불법행위 등을 다루는 분야이다.
대한민국 민법의 제527조에서 제766조가 이에 해당되는 부분이다.

## 계약 총론
계약총론(契約總論)은 대한민국 민법 제527조부터 제562조까지의 계약 총칙에 대한 부분으로서, 계약의 성립, 계약의 효력, 계약의 해지와 해제에 대한 내용이다.

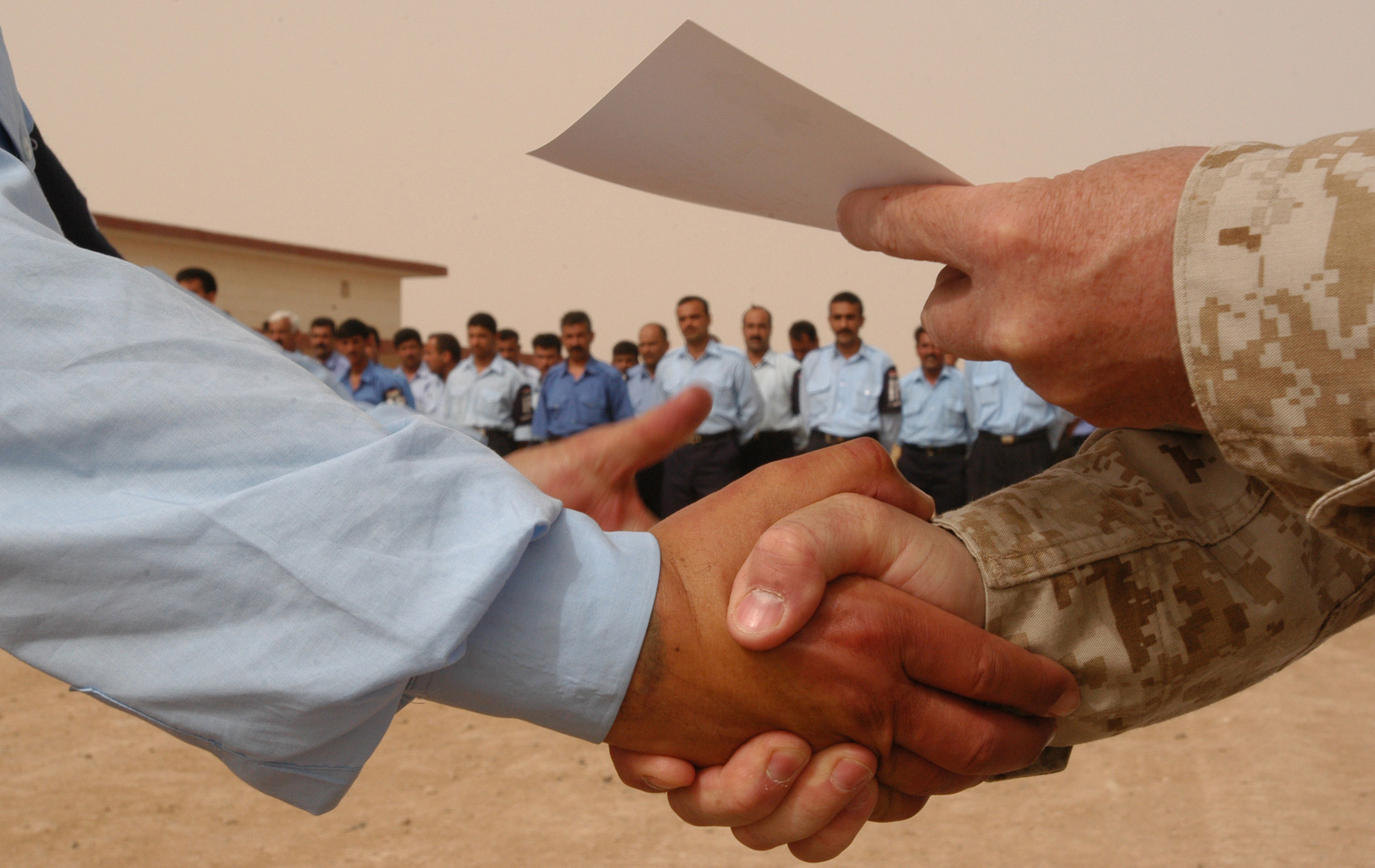
계약은 둘 혹은 그 이상의 사람들간의 약속을 교환하는 것이다.

## 계약 각론

### 증여
증여는 계약으로서, 증여자가 아무런 대가 없이 재산을 상대방인 수증자에게 수여할 의사표시를 하고, 수증자가 이를 승낙함으로써 성립된다.(대한민국 민법 제544조) :187 계약이기 때문에 물론 수증자가 거절하면 증여는 성립하지 아니한다. 또 증여자와 수증자 사이에서 자유로이 증여의 형식·내용을 결정할 수가 있다. 증여계약은 별반 문서를 교환하지 않아도 구두약속(口頭約束)만으로 유효하게 성립하지만(불요식계약), 구두약속뿐인 증여는 효력이 약하다(대한민국 민법 제555조). 증여에서 중요한 점은 증여자가 아무런 대가도 받지 않는다(무상계약이자 편무계약에 속함)는 것이다. 물론 증여가 행하여지는 배경에는 사은(謝恩), 장래의 봉사에 대한 기대 등의 동기가 있을 것이나 법률적으로는 위의 동기는 계약 내용에 나타나지 않는 한 평가되지 않는다(즉 무상계약인가  아닌가는 전적으로 계약내용에 의하여 결정된다). 증여 계약은 일시적 계약에 속한다. 증여되는 재산은 유형(有形：동산·부동산 등, 무형(無形：채권이나 그 밖의 권리 혹은 勤勞의 제공 등)의 양편이 있을 수 있다. 또 타인의 재산이라도 무방하다고 되어 있다(타인으로부터 매입하여 수증자에게 주면 되기 때문이다). 증여계약이 성립하면 증여자는 수증자에게 약속한 재산을 주어야 할 채무를 부담하게 된다. 그러나 증여자는 약속한 재산에 결함이 있어도 원칙적으로 바꾸어 준다거나 수리하는 의무 또는 수증자에 대하여 손해를 배상하는 의무도 부담하지 않는다(약속한 재산을 주면 그것으로써 채무를 이행한 것이 된다). 증여가 계약으로 이루어진다는 점에서 단독행위인 유증(대한민국 민법 제1074조 이하)와 구별된다.

### 매매
매매는 당사자의 일방(매도인, 賣渡人)이 어떤 재산권을 상대방(매수인, 買受人)에게 이전하기로 약속하고 상대방이 이에 대하여 그 대금을 지급하기로 약속함으로써 성립하는 계약(대한민국 민법 제563조)이다. 간단히, 재화와 금전의 교환이 매매이다. 즉 어떤 물품(物品)을 산다고 하는 것은 그 물품의 소유권을 산다는 것이 된다. 따라서 말할 필요도 없이 소유권 이외의 재산적 가치가 있는 권리도 타인에게 양도 가능한 것인 이상 모두 매매의 목적이 될 수 있다(예；채권：대한민국 민법 제449조 참조, 지상권이나 질권(質權)과 같은 물권, 광업권이나 채석권(採石權), 특허권이나, 실용신안권·저작권, 고객과의 거래관계에 관한 권리 등 일체의 권리의 양도 등). 매매의 목적이 무엇인가에 따라 매매에 의한 권리의무관계는 각각 상이하게 전개된다. :1109

### 교환
교환은 당사자가 서로 금전 이외의 재산권을 이전하기로 약정함으로써 성립하는 계약(대한민국 민법 제596조)이다. 매매에서는 재산권의 양도에 대한 반대급부가 대금인 데 반하여, 교환에서는 반대급부도 역시 재산권의 양도이다. 그러므로 교환계약에 기초해서 두 개의 양도행위가 행하여지며 양자는 서로 상환성·대가성을 갖는다. :1158 양당사자가 서로 금전 이외의 재산권을 이전시키는 점이 매매와 다른 점이다(매매에서는 당사자의 일방은 금전을 지급한다). 금전의 보충지급을 약정한 때 매매대금에 관한 규정이 준용되게 된다(567조). 교환 계약은 유상계약, 쌍무계약, 일시적 계약이다. '환금(換金)'은 금전의 소유권을 상호간에 이전시키는 것이므로 법률적으로는 매매도 아니며 교환도 아니다. 그러나 어떻든지 일조의 유상계약이므로 매매의 규정이 준용된다(567조 참조). 교환은 역사적으로는 매매보다도 먼저 발달한 것이지만 오늘날에는 눈에 띄게 그 이용이 적어졌다.

### 소비대차
소비대차는 당사자의 일방(貸主)이 금전 기타 대체물(代替物)의 소유권을 상대방(借主)에게 이전할 것을 약정하고 상대방이 동종·동질·동량(同量)의 물건을 반환할 것을 약정함으로써 성립하는 계약(민법 598-608조)이다. 예컨대 돈이나 쌀 등을 빌려 소비하고, 나중에 다른 돈이나 쌀로 갚는 경우와 같다. 차주(借主)가 빌린 물건 그 자체를 반환하지 않고 다른 동종·동질·동량의 것으로 반환하는 점에서 사용대차나 임대차와 구별된다.

### 사용대차
사용대차는 당사자의 일방(貸主)이 상대방(借主)에게 무상으로 사용·수익하게 하기 위하여 목적물을 인도할 것을 약정하고 상대방은 이를 사용·수익한 후 그 물건을 반환할 것을 약정함으로써 성립하는 계약이다(609조). 사용대차 계약은 무상계약, 편무계약, 낙성계약, 계속적 계약에 속한다. 대한민국의 구 민법에서는 낙성계약이 아닌, 요물계약이었다. 사용대차는 빌린 물건 그 자체를 반환한다는 점에서 소비대차와 다르고 임대차와 같으며, 사용·수익의 대가를 지급하지 않는 점에서 임대차와 다르다. 사용대차는 무상으로 동산·부동산으로부터 금전이나 유가증권까지 목적으로 할 수 있으므로 친근하고 특수한 관계에 있는 자 사이에서만 많이 성립하게 되어 이 점에서 법률관계로서의 문제는 적다. 사용대차는 낙성계약이므로 대주는 목적물을 차주에게 인도할 의무가 있다. 또한 그 뒤에도 대주는 차주에게 목적물의 사용·수익을 허용하여야 할 의무가 있다. 그러나 임대인과 같이 목적물을 수선하여 이용에 적합하도록 해줄 적극적인 의무는 없다. 또 무상이기 때문에 대주의 담보책임은 증여자와 같이 가볍다(612조). 차주는 물건을 사용·수익하고 사용대차의 종료 후에는 원상으로 회복하여 목적물을 반환하여야 한다(615조).

### 임대차
임대차는 당사자 일방이 상대방에게 목적물을 사용·수익하게 할 것을 약정하고, 상대방이 이에 대한 대가로서 차임을 지급할 것을 약정함으로써 그 효력이 생기는 계약이다.(대한민국 민법 제618조) 임대차계약은 유상계약, 쌍무계약, 낙성계약, 계속적 계약에 속한다.

### 고용
고용은 고용되는 자(근로자·피용자)가 고용하는 자(사용자·고용주)에 대하여 노무를 제공할 것을 약정하고 고용하는 사람이 그 노무에 대하여 보수(報酬：임금)를 지급할 것을 약정함으로써 성립하는 계약(655조)을 말한다. 고용계약은 노무의 제공과 보수의 지급이 대가적·교환적 관계에 서는 것이므로 쌍무계약, 유상계약, 계속적 계약에 속한다. 본래는 불요식(不要式)의 낙성계약이다. 고용계약에 의하여 반대급부로서 대부분 금전의 지급이 이루어지므로 금전채권이 발생한다. :759 고용 계약에 의하여도 대리권이 발생할 수 있다. 고용은 도급이나 위임과 더불어 계속적인 노무 공급계약의 일종이긴 하지만 사용자의 지휘에 따라 노무 자체의 공급을 목적으로 하는 점에 특징이 있으며 오늘날의 경제사회에서 갖는 역할은 크다. 그런데 민법은 고용을 피용자와 사용자가 대등한 입장에서 자유로이 노동조건 등의 일체를 결정할 수가 있다는 주의 아래 서고 있으나 이것은 자본주의 경제의 발달과 같이하여 사용자와 피용자 간의 실력의 격차가 크게 벌어진 현재에서는 공평하고 올바른 계약 내용을 실현한다는 것은 곤란하다. 고용은 이른바 종속적(從屬的)인 관계에 서는 것으로서 그 사이에 공정한 계약 관계를 실현하기 위하여는 국가의 근로자 보호를 위한 적극적인 간섭이 필요하게 된다. 노동조합법이나 노동쟁의조정법(勞動爭議調整法)·근로기준법(勤勞基準法) 등에 의한 새로운 노동법 질서가 이것이며, 고용에 관한 법이론의 중점은 민법에서 노동법으로 옮겨졌다고 할 수 있다. 오늘날 일반적인 노무공급에 대한 고용관계에 관하여는 광범하게 근로기준법이 적용되고 있으며 민법은 겨우 가사 사용인(家事使用人)에 대하여 적용되고 있는 상태가 되고 있다(근로기준법 제10조 참조).

### 도급
도급은 어떤 일의 완성을 부탁받은 자(수급인)가 일을 하기로 약정하고, 부탁한 자(도급인)가 그 일이 완성되면 보수(報酬)를 지급할 것을 약정함으로써 성립하는 계약(664조)이다. 도급계약은 쌍무계약, 유상계약에 속한다. 고용과 같이 노무의 제공 그 자체를 목적으로 하지 않고 노무를 가지고 어떤 일을 완성하는 것을 내용으로 하는 점에 특징이 있다. 토목공사나 건축의 경우가 보통인데, 치과의나 정형외과의(整形外科醫)의 수술이나 운송의 계약 등도 도급이다. 도급은 노무의 결과인 일의 완성을 목적으로 하는 것이므로 일은 반드시 수급인 자신이 할 필요는 없으며 금지의 특약이 없는 한 수급인은 다시 그 일을 제3자에게 도급할 수 있다. 이것을 하도급(下都給：下請)이라고 한다. 도급제도는 중소 건축업으로부터 토건(土建)·조선(造船) 등의 기업에 걸쳐서 광범하게 사회적 기능을 달성하고 있는데, 특히 토건업(土建業)의 도급관계는 노동관계의 근대화를 방해하고(下都給에 대한 중간착취), 또 수급인의 기술적 무능이나 해태(懈怠)가 도급인뿐만 아니라 일반공중의 안전에 관계가 깊다(건물의 안전확보, 漏電화재의 방지의 필요). 따라서 하도급관계에서 특별법인 '하도급거래공정화에 관한 법률'에 의해 중간착취의 배제(근기 8조)나 건설업법에 의한 도급의 통제시책(統制施策：건설업자의 면허제, 건설공사의 계약방식의 규제, 기술자의 수준확보의 조치 등)이 취하여지고 있다. 도급 계약에 의하여도 대리권이 발생할 수 있다.

### 현상광고
현상광고는 광고자(廣告者)가 어떠한 지시행위(指示行爲)를 한 자에게 일정한 보수를 지급할 것을 표시하고, 이에 응한 자(응모자)가 그 광고에 정한 행위를 함으로써 성립하는 계약(675조)이다. 현상광고는 유상·편무계약이며, 민법이 인정하는 유일한 요물계약이다. 현상광고의 법률적 성질에 관해서, 이를 단독행위로 보는 견해(단독행위설)와 계약으로 보는 견해(계약설)로 나뉘나 후자가 통설이다. 현상광고는 사람이나 물건을 찾는다든가 범죄자의 적발, 학술적 발명의 장려에 널리 행하여지고 있으며, 사회의 진전 특히 매스컴의 비상한 발달로 그 사회적 의의는 매우 크다. 예컨대, 행방불명이 된 자기 집 개를 데려오는 사람에게 1만원의 사례금을 주겠다는 등의 광고이다(675조). 광고란 불특정 다수인(不特定多數人)에 대한 의사표시이므로 관념의 통지(사원총회 소집공고 등)나 특정인에 대한 의사표시는 광고가 아니다. 구인광고와 같은 청약의 유인과도 다르다. 광고는 신문·잡지 등의 간행물이나 게시 기타의 서면에 의하든 방송 또는 구두(口頭)에 의하든 그 방법에 제한이 없다. 광고에 지정된 행위의 완료자는 보수청구권을 획득한다(676조). 광고가 있음을 알지 못하고 지정 행위를 완료한 때에는 계약이 성립되었다고 볼 수 없으나, 이런 때에도 계약이 성립을 인정하여 보수청구권을 인정하는 특별규정을 두었다(677조). 위 사례에서 현상광고가 있음을 모르고서 그 집 개를 데려온 사람에게도 광고를 낸 사람은 보수를 지급할 채무를 부담한다(675조, 677조). 현상광고는 지정행위를 완료한 자가 있기 전에는 철회할 수 있으나 이를 모르고 지정 행위를 완료한 자가 있으면 그에게 보수를 지급하여야 한다(679조). 광고 속에서 지정행위를 할 기간을 정한 때에는 광고를 철회할 수는 없으나 그 밖의 경우에는 지정행위를 완료한 자가 없는 한 전기한 광고와 동일 방법에 의하여 철회할 수가 있다(679조 2항·3항). 또 현상광고에는 지정행위를 완료한 자 가운데서 우수한 자에게만 보수를 지급하는 우수현상광고(優秀懸賞廣告)도 있다(678조).

### 위임
위임은 당사자의 일방(委任人)이 상대방에 대하여 '사무(事務)의 처리'를 위탁하고, 상대방(委任人)이 이를 승낙함으로써 성립하는 계약이다(680조). 이것은 노무 공급계약의 일종이지만 일정한 사무의 처리라고 하는 통일된 노무를 목적으로 하는 점에 특색이 있다. 위임 계약은 계속적 계약에 속한다. 위임의 목적은 '사무처리의 위탁'에 있는데 그 사무처리의 위탁은 수임인으로 하여금 그의 재량에 의하여 사무를 처리케 하는 것을 말한다. 이것은 수임인이 독립성(獨立性)을 갖는 것을 전제로 한다. 또한 위임인과의 사이에 일종의 신임관계(信任關係)가 성립한다. 보수는 위임의 요소는 아니지만(무상이 원칙이며, 이 점 고용·도급과 다르다) 특약이 있으면 물론 묵시의 의사표시 또는 관습에 의하여 보수가 있는 경우가 많다(686조). 또한 상법상의 위임에는 보수청구권이 있다：상법 61조 참조). 또 위임계약에 의하여 대리권(代理權)이 수여되는 일이 많고, 대한민국 민법은 대리권을 발생시키는 원인이 위임 이외에는 없을 것으로 생각하고 그것이 불가분 일체라고 하여 입법된 것 같으나 대리권은 고용이나 도급, 조합계약에 의해서도 발생한다. 위임과 대리는 본질적으로 다르다(→대리). 그러나 실제에는 양자는 여전히 밀접한 관련이 있으며, 거래의 관행은 위임이 있으면 당연히 대리권의 수여가 따르는 것으로 생각하는 것이 보통이다. 따라서 일반적으로 해석상, 위임은 그 사무처리에서 제3자와 관계를 갖게 되는 한, 대리권의 수여를 수반한다고 새겨지고 있다. 즉 특약 기타의 특별한 사정이 있는 때에만 대리권이 없음을 인정하여야 한다.

### 임치
임치는 당사자의 일방(任置人)이 상대방에 대하여 금전이나 유가증권 기타의 물건의 보관을 위탁하고, 상대방(受置人)이 이를 승낙함으로써 성립하는 계약(639조)이다. 역(驛)의 수하물의 일시보관, 호텔의 클로크룸(所特品保管), 창고업(倉庫業) 등은 임치이며 은행의 예금도 소비임치(消費任置)라고 불리는 일종의 임치이다. 임치는 소비대차나 사용대차와 마찬가지로 낙성계약이다. 대한민국의 구 민법에서는 낙성계약이 아닌, 요물계약이었다. 그리고 임치는 계속적 계약에 속하고, 일종의 노무 공급계약이며 수치인의 노무는 임치물을 '보관'하는 것인데 그것은 목적물의 원상을 그대로 유지한다는 목적의 달성에 필요한 노무에 한한다. 임치가 다른 노무공급 계약과 다른 점은 단순히 노무의 공급만을 내용으로 하는 것이 아니라 임치물의 반환 의무가 결합되어 있다는 데에 있다. 임치에는 보관료를 지급하는 경우(특약이 있는 때)와 지급하지 않는 경우가 있다. 전자는 유상·쌍무계약이며, 후자는 무상·편무계약이다. 그 어느 것이냐에 따라서 수치인의 보관 의무의 경중(輕重)이 다르게 된다(695조). 전술한 바와 같이 물건의 보관이 임치 요소인데 '보관'이란 물건을 보존하여 파손되거나 분실되지 않도록 보전의 조치를 취하는 것으로서, 맡은 물건을 이용하거나 개량(改良)할 수는 없다. 반환할 때에는 원상 반환함이 원칙이나 맡은 물건은 써버리고 그 물건과 동종·동액의 물건을 반환하면 되는 특수한 임치도 있다(소비임치). 오늘날 발달한 자본주의 경제하에서는 임치의 중요한 것은 대부분 상인(商人) 사이의, 특히 창고에 임치하는 형식으로 행하여지는 것이 많다. 그것들은 상법의 규정을 적용받으며(상 62조 이하, 693조 이하 참조), 예금(은행) 등 특수한 임치에 관하여도 '은행법(銀行法)' 등의 적용을 받는 것으로서, 민법상의 임치의 규정은 겨우 인간의 생활용품에 관한 것뿐으로 적용의 여지가 거의 없는 실정이다.

### 조합
조합(組合)은 여러 사람이 모여서 자금이나 노력을 모아 공동으로 사업을 경영하기 위하여 단체를 만드는 계약(703조) 또는 그 계약을 통해 형성된 단체를 말한다. 조합 계약은 쌍무계약, 유상계약, 계속적 계약에 속한다. 조합은 사업을 경영한다는 공동목적 때문에 여러 사람의 당사자(조합원)가 결합하여 단체를 형성하는 것이 특징으로서 같은 계약이라 하더라도 다른 매매나 대차 등의 계약과는 매우 다르다. '조합계약'에 의하여 '조합'이라는 사업단체가 형성되는 것이라고 생각하면 된다. 조합대리에 의하여 대리권이 발생할 수 있다.(→조합대리 참조)

### 종신정기금
종신정기금은 당사자의 일방(終身定期金債務者)이 특정인(자기, 상대방 또는 제3자)의 종신까지 정기적으로 금전 기타의 물건을 상대방 또는 제3자에게 지급할 것을 약정함으로써 성립하는 계약(725조)이다. 이것은 특히 보험적 작용을 나타내는데, 실제로는 사인(私人)간에 잘 행해지지 않는 제도이다. 종신정기금 계약은 무상(無償), 또는 유상(有償)인 수도 있다. 처음부터 아무런 대가를 받음이 없이 정기금을 지급하는 때에는 정기급부를 목적으로 하는 증여(560조)의 일종으로서 증여의 규정이 적용된다. 한편 유상인 경우(예；매매대금이나 고용임금 등의 지급방법으로 이 계약을 맺은 경우)에는 유상계약에 관한 규정이 적용된다. 정기금채무에 불이행이 있을 때에는 채무불이행의 일반 원칙에 따라 손해배상 청구권·계약해제권 등 일반적 효과가 발생함은 물론, 계약해제에 의한 정기금 원본의 반환청구에 관하여는 특칙이 있다(727조). 또 채무자의 책임 있는 사유로 계약종료의 기준이 되는 자(前記의 특정인)가 사망한 경우에는 법원의 선고에 의해 '상당한 기간' 존속하는 것으로 된다(729조 1항).

### 화해
화해는 당사자가 상호 양보하여 그들 사이에 일어난 다툼을 그만둘 것을 약속하는 계약(731조)이다. 예를 들면 A·B간에 택지의 경계선을 놓고 A는 울타리의 선이라고 주장하고, B는 도랑의 선이라고 주장하여 다툼이 벌어졌을 경우, 등기부상으로도 명확하지 아니하고 기타의 증거도 확실하지 아니하다고 하는 경우에, A·B가 서로 양보하여 울타리와 도랑의 중간선을 경계로 정하고 다툼을 그만 두자는 약속을 하는 것 등이 화해이다. 화해 계약은 쌍무계약, 유상계약에 속한다. 보통 법률상의 다툼이 있을 경우에는 재판에서 그 흑백을 정하는 것이 당연한 것이지만 재판은 제소한 사항에 대하여 일도양단적(一刀兩斷的)인 해결을 하는 것이어서 당사자간에 두고두고 나쁜 뒷맛을 남기게 되며 인정에 알맞은 해결을 한다고는 말할 수 없다. 특히 계속 계약관계나 이웃관계에서는 더욱 그렇다. 이러한 관점에서 재판 이외에 조정이나 중재의 제도가 마련되고 있는 것인데 당사자가 스스로 자유로운 의사로서 양보하여 다툼을 원만하게 해결하는 것은 바람직한 것이다. 여기서 계약으로서 화해제도가 인정되는 의의가 있다. 화해가 되면 법률관계는 그 내용에 따라 확정된다. 당사자는 화해에 의하여 정하여진 의무를 이행하고 권리를 승인하여 종전의 주장은 할 수 없게 된다. 예컨대 뒷날 화해의 내용이 진실에 반하다는 증거가 나타나더라도 화해의 효력에는 영향이 없다(732조).

## 사무관리
법률적인 의무 없이 남을 위하여 그의 사무를 처리하는 일. 민법에서는 본인의 의사에 반하지 않는 한 본인과 사무 관리를 행하는 사람 사이에 위임(委任)에 준하는 채권 관계가 발생한다.

## 부당이득
법령을 위반하는 부당한 방법으로 남에게 손해를 주면서 얻는 이익. 손실자의 부당이득반환청구권은 법정채권이기 때문에 통상 10년의 소멸시효에 걸린다.(대한민국 민법 제162조 제1항) 상행위를 기초로 발생한 부당이득반환채권의 소멸시효기간은 5년이다. (대한민국 대법원 판결 2002.6.14.선고 2001다47825, 대한민국 상법 제64조)

## 불법행위
불법행위라 함은 고의 또는 과실로 타인에게 손해를 가하는 위법행위이다. 위법으로 발생케 한 타인의 손해는 전보(塡補)함이 정의에 합치되므로 불법행위는 손해배상채권의 발생원인이 된다. 계약이 당사자의 자유로운 의사의 합치에 의한 채권발생원인인 반면, 불법행위는 법률의 규정에 의한 채권발생원인이다. 그러므로 불법행위는 손해배상청구권을 발생시키는 법정채권발생원인이다.